# Cera (Unešić)
Cera (olaszul: Cerra) falu Horvátországban Šibenik-Knin megyében. Közigazgatásilag Unešićhez tartozik.

## Fekvése
Šibeniktől légvonalban 24, közúton 34 km-re keletre, községközpontjától légvonalban 4, közúton 7 km-re délre Dalmácia középső részén a Zagorán fekszik.

## Története
Cera régészeti leletekben gazdag környezetben fekszik, melyek alapján biztosra vehető hogy területe ősidők óta lakott. E vidék első ismert lakói az illírek voltak. A szomszédos Koprno határában egy országos hírű művészeti alkotás, Epona kelta istent ábrázoló ókori dombormű került elő. A Cera határában fekvő Budine és Rudine történelem előtti illír lelőhelyek. Lujo Marun atya 1895-ben a Cipci nevű határrészen ószláv temetőt tárt fel. A környéken több illír, keleti gót és őszláv erődített település maradványa is található. A Nevesti-mező egész környéke a különböző korokból származó régészeti leletek valóságos múzeuma, melyek legnagyobb része még feltárásra vár. A település neve 1521-ben „Čera” alakban tűnik fel először a korabeli forrásokban. A nevet az ószláv „černo”, illetve „černa” szóból származtatják, amely a mai „crno” (fekete) megfelelője. A név másik népszerűbb, de kevésbé valószínű magyarázata a „cer” (cserfa) főnévből ered. A török a ciprusi háború során 1570 és 1573 között foglalta el a falu területét. A török uralom idején a Klisszai szandzsák része volt. A Zagora területe 1684 és 1699 között a moreiai háború során szabadult fel végleg. 1686-ban újraalapították a nevesti Szűz Mária plébániát, melyhez Cera is hozzá tartozott. A település 1797-ben a Velencei Köztársaság megszűnésével a Habsburg Birodalom része lett. 1806-ban Napóleon csapatai foglalták el és 1813-ig francia uralom alatt állt. Napóleon bukása után ismét Habsburg uralom következett, mely az első világháború végéig tartott. 1874-ben megkezdődött és 1877-ben befejeződött a vasútvonal építése. 1925-re egészen Splitig megépült a pályatest. 1881 és 1884 között megépült a településen áthaladó Drniš – Trogir főút. A falunak 1857-ben 152, 1910-ben 217 lakosa volt. Az első világháború után rövid ideig az Olasz Királyság, ezután a Szerb-Horvát-Szlovén Királyság, majd Jugoszlávia része lett. A délszláv háború során a település mindvégig horvát kézen volt. 2011-ben 53 lakosa volt, akik főként földműveléssel foglalkoztak.

## Lakosság
| Lakosság változása | Lakosság változása | Lakosság változása | Lakosság változása | Lakosság változása | Lakosság változása | Lakosság változása | Lakosság változása | Lakosság változása | Lakosság változása | Lakosság változása | Lakosság változása | Lakosság változása | Lakosság változása | Lakosság változása | Lakosság változása |
| ------------------ | ------------------ | ------------------ | ------------------ | ------------------ | ------------------ | ------------------ | ------------------ | ------------------ | ------------------ | ------------------ | ------------------ | ------------------ | ------------------ | ------------------ | ------------------ |
| 1857               | 1869               | 1880               | 1890               | 1900               | 1910               | 1921               | 1931               | 1948               | 1953               | 1961               | 1971               | 1981               | 1991               | 2001               | 2011               |
| 152                | 0                  | 159                | 182                | 200                | 217                | 0                  | 261                | 258                | 301                | 321                | 323                | 230                | 143                | 76                 | 53                 |